# Groningenské ložisko zemního plynu

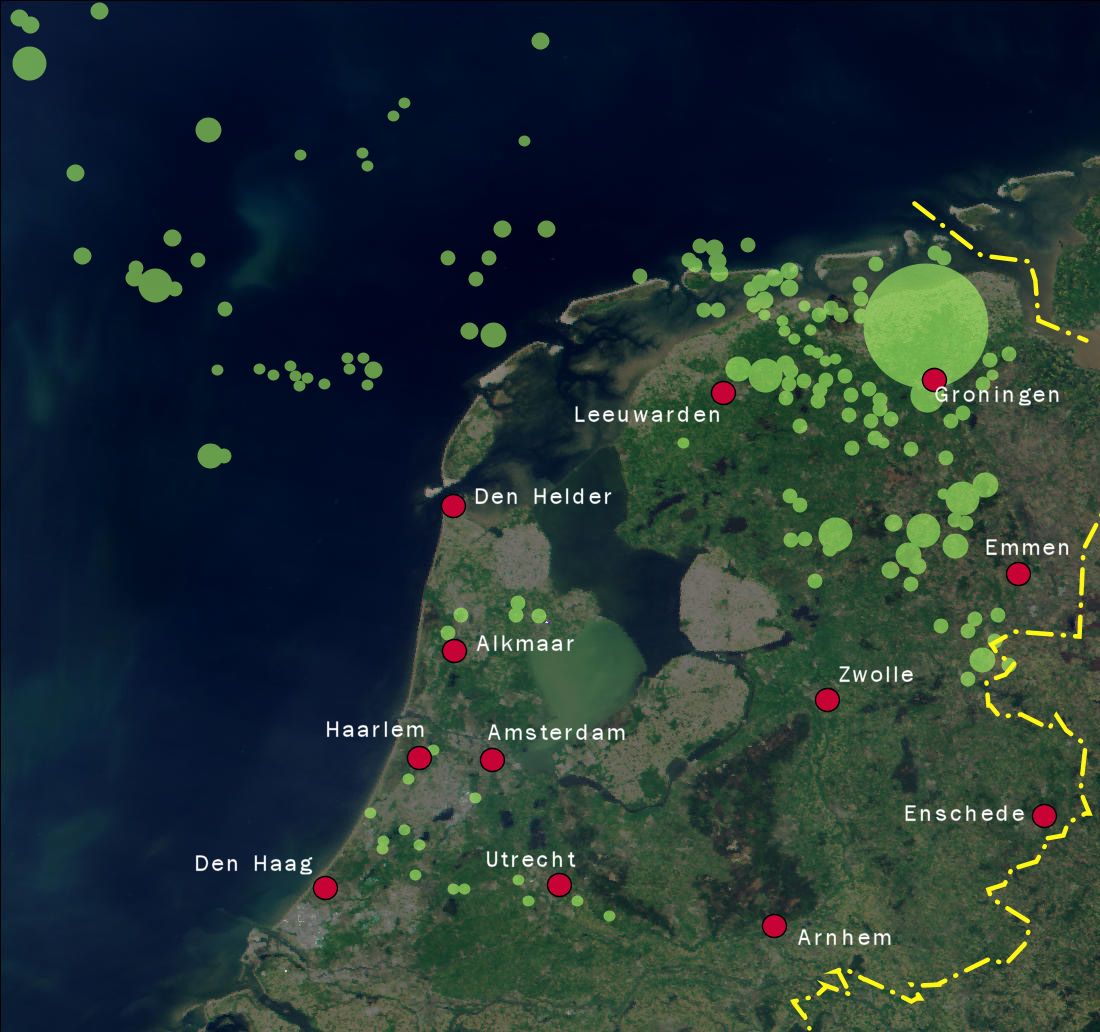
Poloha ložiska (největší zelený kruh) na satelitní mapě

Groningenské ložisko zemního plynu je největším ložiskem zemního plynu v Evropě a desátým největším na světě. Nachází se v blízkosti vesnice Slochterenu v nizozemské provincii Groningen a objeveno bylo roku 1959.
Těžba byla zahájena v roce 1963 a celkové zásoby byly odhadovány na 2 800 miliard metrů krychlových. V prvním desetiletí těžby se produkovalo přibližně 100 miliard metrů krychlových ročně a produkce postupně klesla na přibližně 35 miliard metrů krychlových za rok (93 miliónů metrů krychlových zemního plynu denně). Těží se zde přibližně polovina nizozemské národní produkce zemního plynu a zbytek pochází ze 300 menších ložisek, zejména v Severním moři.
Těžbu provádí Nederlandse Aardolie Maatschappij BV – joint venture vlastněná rovným dílem společností Royal Dutch Shell a ExxonMobil.

## Hospodářské dopady
Po zahájení těžby stoupl export zemního plynu, v důsledku toho začal velký zájem ze zahraničí o nákup guldenů. Posílení domácí měny mělo negativní vliv na ostatní sektory ekonomiky a propad investic, například nezaměstnanost stoupla z 1,1% v roce 1970 na 5,1% v roce 1977.. Tato situace dostala název Holandská nemoc

## Těžba a zemětřesení
Těžba zemního plynu provozovaná společnostmi Royal Dutch Shell a ExxonMobil způsobila v oblasti řadu otřesů a zemětřesení, které poškodily množství obytných domů a dalších budov. Když se v 90. letech objevilo první zemětřesení, vláda i těžební společnosti spojitost s těžbou popíraly a tento narativ udržovaly i přes narůstající počet důkazů téměř dalších 20 let.
V roce 2015 soud rozhodl, že těžební společnosti jsou za otřesy zodpovědné a musí realitním společnostem, jejichž objekty byly poškozeny, vyplatit náhradu. Poškození obyvatelé, kteří vlastní své domy sami, se museli kompenzace domáhat právní cestou jako jednotlivci. V roce 2015 obdržely těžební společnosti takovýchto výzev více než 50 000.
Dne 29. března 2018 nizozemská vláda oznámila, že těžbu plynu z bezpečnostních důvodů do roku 2030 zcela zastaví. Další urychlení vyřazení ložiska z provozu a zastavení veškeré těžby do roku 2022 oznámila nizozemská vláda v září 2019.

## Galerie
- Mapa groningenského ložiska zemního plynu
- Stanice Wildervank – groningenské ložisko zemního plynu
- Vrtná a flérovací věž, groningenské ložisko zemního plynu
- Filmový magazín o založení Nizozemské plynárenské unie v roce 1963 (frírsky)